# Lijst van musea in Oostenrijk
Hieronder volgt een lijst van musea in Oostenrijk:

## Burgenland
- Haydn-Haus, Eisenstadt
- Liszt-Haus, Raiding

## Karinthië
- Eboardmuseum, Klagenfurt
- Componeerhuisje van Gustav Mahler, Maiernigg bij Maria Wörth

## Neder-Oostenrijk
- Geboortehuis van Haydn, Rohrau
- Carl Zeller-Museum, Sankt Peter in der Au
- Egon Schiele-Museum, Tulln an der Donau
- Zeitbrücke-Museum, Gars am Kamp

## Opper-Oostenrijk
- Anton-Bruckner-Museum, Ansfelden
- Euthanasiecentrum Hartheim, Alkoven
- Kronstorfer Brucknerzimmer, Kronstorf
- Lehár Villa
- Componeerhuisje van Gustav Mahler, Steinbach am Attersee

## Salzburg
- Mozarthaus, Sankt Gilgen
- Stille-Nacht & Heimatmuseum, in Oberndorf bei Salzburg
- Geboortehuis van Mozart, Salzburg
- Mozarts Wohnhaus, Salzburg

## Stiermarken
- Brahms-Museum, Mürzzuschlag
- Blasmusikmuseum, Ratten

### Graz
- Universalmuseum Joanneum
  - Kunsthaus Graz

## Tirol

### Innsbruck
- Glockenmuseum Grassmayr
- Schloß Ambras (Kunsthistorisches Museum Wien)
- Tiroler Kaiserjäger-Museum
- Tiroler Landesmuseum Ferdinandeum
- Tiroler Volkskunstmuseum

## Vorarlberg[1]

#### Bezau
- Bregenzerwaldbahn (museumspoorlijn)

#### Bludenz
- Stadtmuseum Bludenz

#### Bregenz
- Kunsthaus Bregenz
- vorarlberg museum

#### Dornbirn
- inatura (interactief natuurhistorisch museum)
- Kerstkrib-museum
- Kunstraum Dornbirn (tentoonstellingen van hedendaagse kunst)
- Mohren Biererlebniswelt (biermuseum)
- Rolls-Royce-museum
- Stadtmuseum Dornbirn

#### Egg
- Egg Museum

#### Feldkirch
- Schattenburgmuseum

#### Hittisau
- Alpensennereimuseum Hittisau
- Frauenmuseum Hittisau
- Stoffels Säge-Mühle (museum over molen)

#### Hohenems
- Elisabeth Schwarzkopf-museum
- Franz Schubert-museum

- Joods Museum Hohenems

#### Lustenau
- Stickereimuseum Lustenau

#### Riefensberg
- Juppenwerkstatt (makerij van traditionele Bregenzerwälder kledertracht)

#### Schoppernau
- Franz Michael Felder-museum

#### Schwarzenberg
- Angelika Kauffmann-museum

#### Wolfurt
- Spielzeugmuseum Wolfurt (museum over speelgoed)

## Wenen
- Bezirksmuseum, met per Weens district (bezirk) een museum (bij elkaar 23)
  - bijvoorbeeld Bezirksmuseum Floridsdorf
- Albertina (Wiener Hofburg)
- Haus der Musik
- Heeresgeschichtliches Museum
- Fatty-George-Jazzmus
- Kunsthistorisches Museum (Wenen)
  - Egyptische-Oriëntaalse verzameling
  - Antiek verzameling
  - Ephesos Museum
  - Schilderkunst
  - Hofjagd- en Rustkammer
  - Kunstkamer
  - Muntenkabinet
  - Lipizzaner Museum
  - Verzameling oude muziekinstrumenten
  - Schatkamer
  - Wagenburg und Monturdepot
- Jüdisches Museum Wien
- KunstHausWien
- Liechtenstein Museum
- Madame Tussauds Wenen
- MAK (Österreichisches Museum für angewandte Kunst / Gegenwartskunst)
- MuseumsQuartier
  - Leopold Museum
  - Museum Moderner Kunst Stiftung Ludwig Wien (MUMOK)
  - Kunsthalle Wien
  - Zoom Kindermuseum
  - Architekturzentrum Wien
- Naturhistorisches Museum Wien
- Österreichische Filmmuseum (Wiener Hofburg)
- Österreichische Galerie Belvedere
- Österreichisches Museum für Volkskunde
- Österreichische Nationalbibliothek
  - Prunksaal (Pronkzaal)
  - Globenmuseum
  - Papyrussammlung und Papyrusmuseum
  - Sammlung für Plansprachen und Esperantomuseum
- Österreichische Theatermuseum
- Vlinderhuis (Wiener Hofburg)
- Secessionsgebäude
- Sigmund Freud Museum Wien
- Sissi Museum (Wiener Hofburg)
- Museum der Johann Strauss Dynastie
- Technisches Museum Wien
- Welt Museum Wien (voorheen: Völkerkunde Museum Wien)
- Wien Museum
  - Archäologisches Grabungsfeld Michaelerplatz
  - Eroica-Haus, gewijd aan Ludwig van Beethoven
  - Pasqualati-Haus, gewijd aan Ludwig van Beethoven
  - Haus des Heiligenstädter Testaments, gewijd aan Ludwig van Beethoven
  - Haydn-Haus
  - Karlsplatz
  - Mozartwohnung
  - Neidhart Fresken
  - Otto Wagner Hofpavillon Hietzing
  - Pratermuseum
  - Römische Ruinen Hoher Markt
  - geboortehuis van Franz Schubert
  - overlijdenshuis van Franz Schubert
  - Johann Strauss Wohnung
  - Uhrenmuseum
  - Virgilkapelle
- Wien Museum, gesloten:
  - Hermesvilla mit Modesammlung
  - Otto Wagner Pavillon Karlsplatz
  - Römische Baureste Am Hof
- Wiener Hofburg
  - Kaiserappartements
  - Silberkammer
- Erdődy-landgoed (1973-2013), gewijd aan Ludwig van Beethoven
- Beethoven-Haus, Baden bei Wien, gewijd aan Ludwig van Beethoven
- Beethoven-Haus, Krems an der Donau, gewijd aan Ludwig van Beethoven